# Andouillé-Neuville
Andouillé-Neuville (bret. Andolieg-Kernevez, gallo Andólhae) – miejscowość i gmina we Francji, w regionie Bretania, w departamencie Ille-et-Vilaine.
Według danych na rok 1990 gminę zamieszkiwały 423 osoby, a gęstość zaludnienia wynosiła 34 osoby/km² (wśród 1269 gmin Bretanii Andouillé-Neuville plasuje się na 870. miejscu pod względem liczby ludności, natomiast pod względem powierzchni na miejscu 744.).